# Misleydis Compañy
Misleydis Compañy (6 aprile 1982) è una schermitrice cubana.

## Palmarès
In carriera ha conseguito i seguenti risultati:
- Giochi Panamericani:

Rio de Janeiro 2007: oro nella sciabola a squadre e bronzo nel fioretto individuale ed a squadre.